# Cymbalaria bluszczykowata
Cymbalaria bluszczykowata, lnica bluszczykowata, cymbalaria murowa, lnica murowa (Cymbalaria muralis G. Gaertn. et al.) – gatunek rośliny z rodziny babkowatych (Plantaginaceae), w systemach XX-wiecznych klasyfikowany zwykle do trędownikowatych (Scrophulariaceae).

## Rozmieszczenie geograficzne
Rodzimy obszar występowania cymbalarii murowej obejmował południową i południowo-zachodnią Europę. Rozprzestrzeniła się jednak po świecie i obecnie poza Antarktydą występuje na wszystkich kontynentach i na licznych wyspach. W Europie na północy sięga po 64° szerokości geograficznej na Półwyspie Skandynawskim. W Polsce jest dość rzadka, spotykana głównie w zachodniej części kraju, w Sudetach i na Dolnym Śląsku. Zawleczona została do Polski na początku XIX wieku z Włoch, kiedy to zapanowała moda na przypałacowe oranżerie i egzotyczną roślinność. Pierwsze dane o jej występowaniu na terenie obecnej Polski pochodzą z 1837 roku. We florze Polski ma status kenofita.

## Morfologia
ŁodygaNaga, rozesłana lub pełzająca, nitkowata, purpurowo nabiegła, gęsto ukorzeniająca się i rozgałęziająca, o długości 10-60, czasem do 80 cm.
LiścieUlistnienie skrętoległe. Liście soczyste, okrągłosercowate o szerokości 1–3 cm, o nerwacji dłoniastej z 3–7 klapkami ostro zakończonymi, ułożone skrętolegle na ogonkach dłuższych od blaszki. Jasnozielone, od spodu często purpurowo nabiegłe.
KwiatyNa długich szypułkach, po jednym w kącie liścia, grzbieciste, bez ostrogi – jedynie z zaokrągloną wypukłością, jasnofioletowe z żółtym środkiem. Korona o długości do 10 mm, dwuwargowa z gardzielą zamkniętą przez wydętą w górę dolną wargę. Słupek jeden z kulistą zalążnią i znamieniem nieco szerszym od szyjki. Pręciki o nitkach owłosionych tylko u podstawy.
OwocDwukomorowa, prawie kulista torebka. Otwiera się dwoma 3–5 klapowymi otworami. Jajowate nasiona o długości do 1 mm mają na powierzchni faliste listewki.

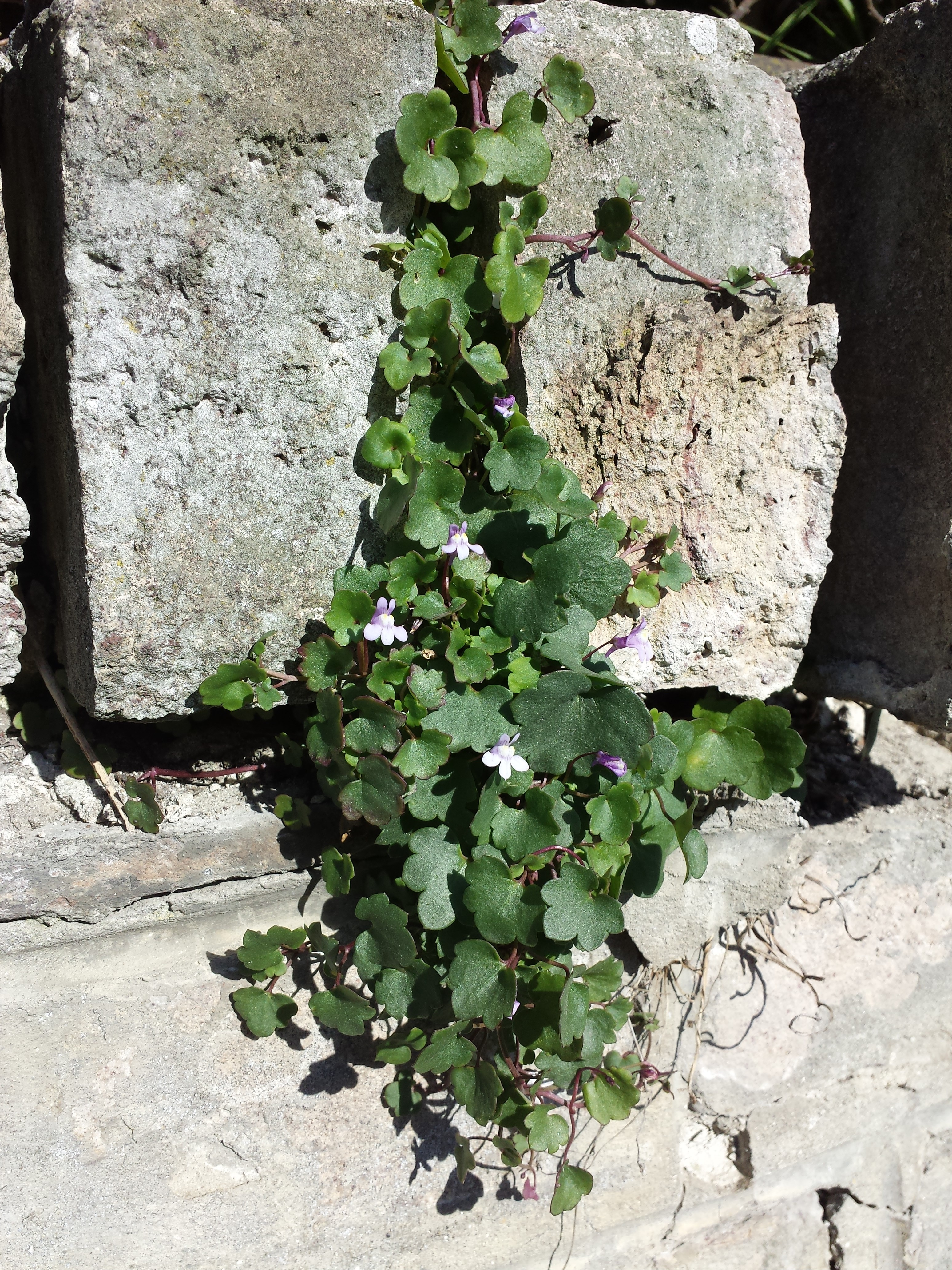
Pokrój
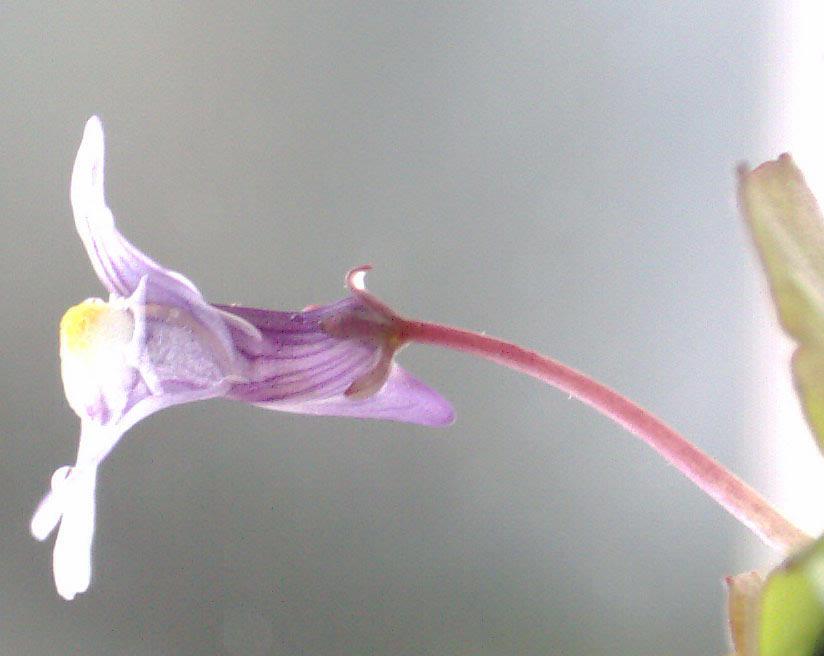
Kwiat
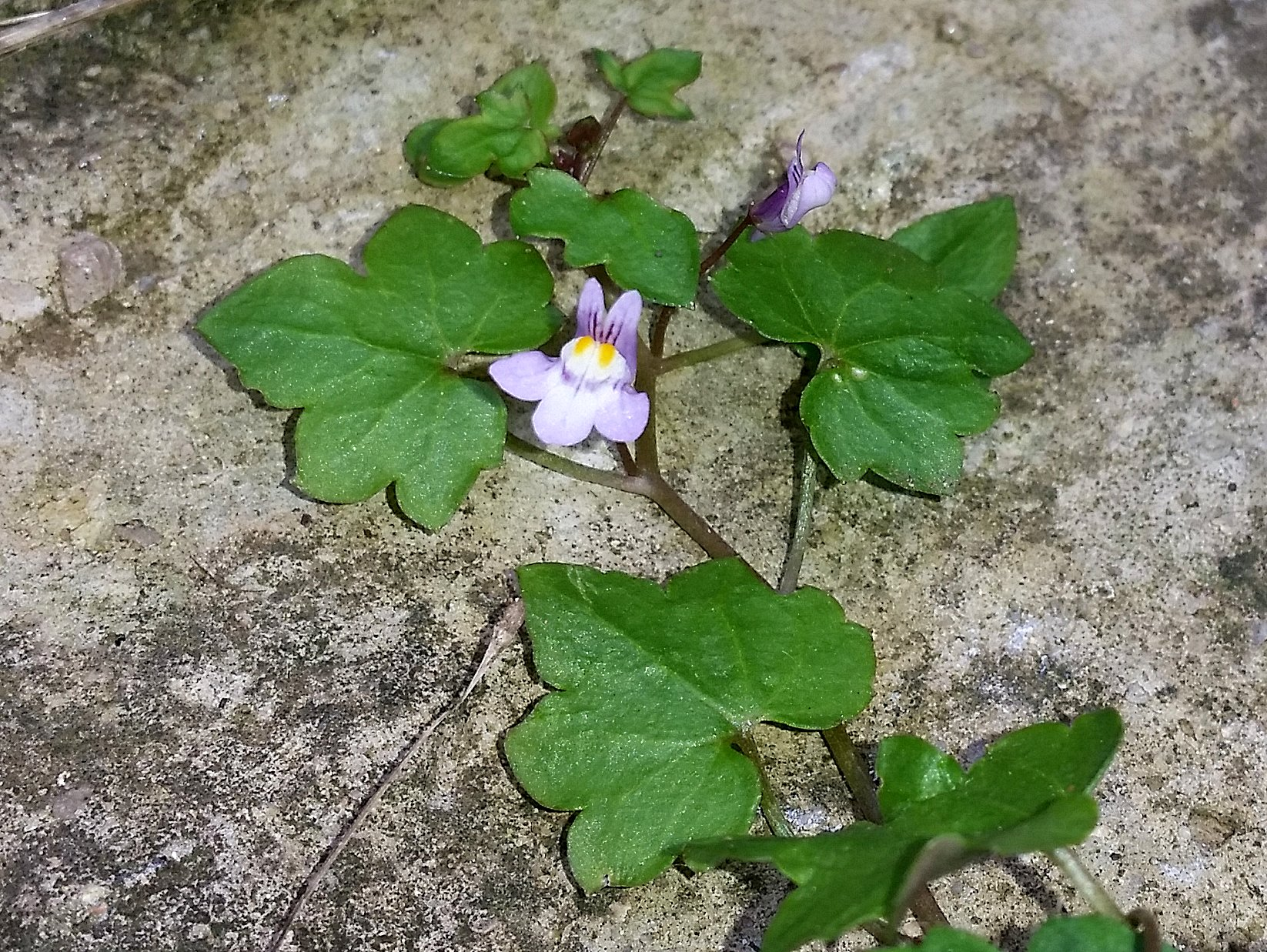
Liście
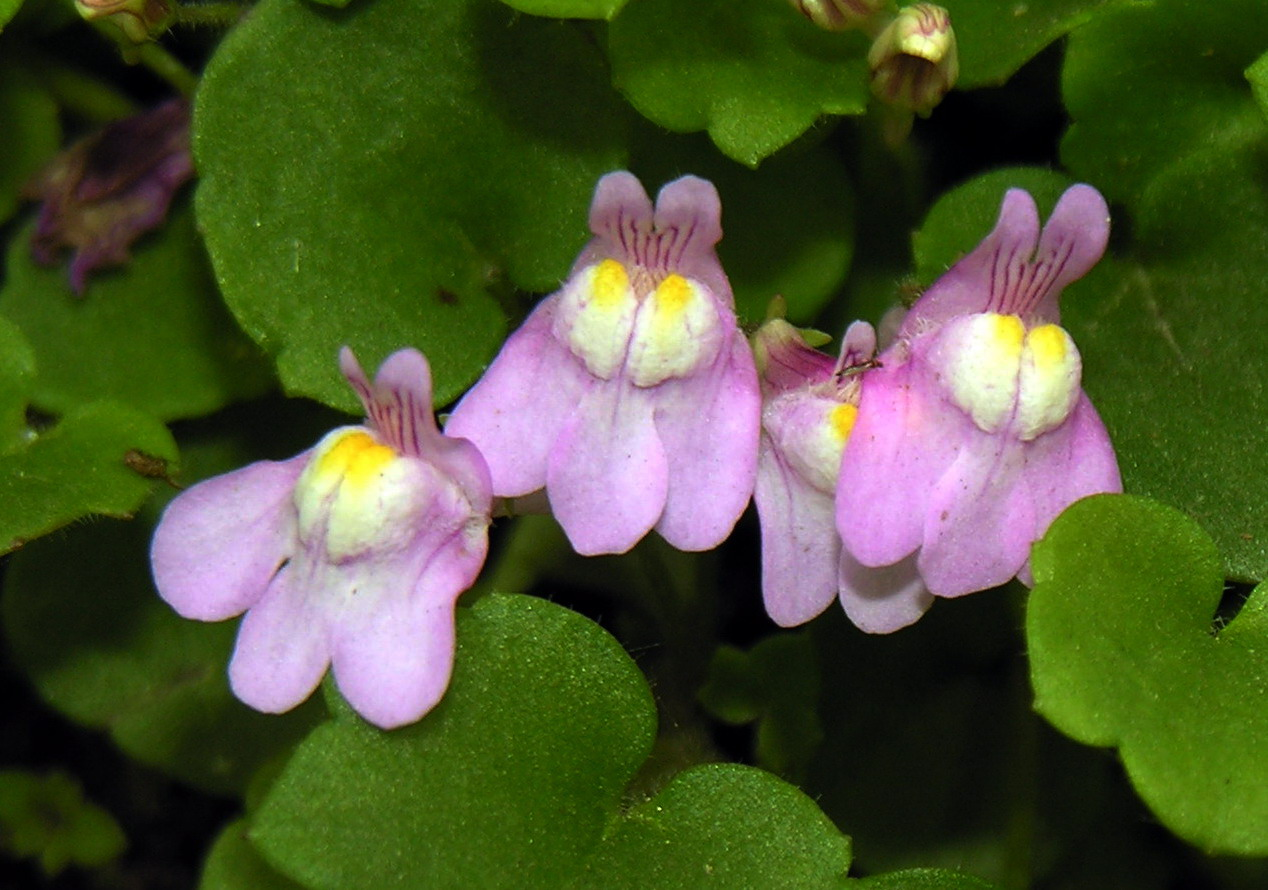
Kwiaty

## Biologia i ekologia
RozwójRoślina jednoroczna i bylina. W Polsce kwitnie w okresie od czerwca do października. Szypułki owoców wykazują fototropizm ujemny, czyli odchylają się w kierunku przeciwnym do słońca. Dzięki temu nasiona wysypują się z torebek w miejscach zacienionych, a więc zazwyczaj wilgotniejszych, czyli lepszych do kiełkowania nasion. Roślina geokarpiczna o owocach dojrzewających pod ziemią.
SiedliskoGłównie roślina ruderalna, rosnąca na gruzowiskach, starych murach, terenach kolejowych, szczelinach murów i skał, szczególnie na podłożu wapiennym. W niektórych regionach jest zadomowionym antropofitem. Gatunek charakterystyczny dla rzędu Potentilletalia caulescentis.
Genetyka i zmiennośćLiczba chromosomów 2n = 14.
Korelacje międzygatunkoweNa pędach cymbalarii murowej pasożytują niektóre gatunki grzybów i grzybopodobnych lęgniowców: Golovinomyces orontii,  Peronospora linariae, na liściach żerują larwy chrząszcza Chrysolina intermedia.

## Zastosowanie
- Roślina ozdobna – roślina szybko rosnąca i łatwa w uprawie. Polecana jest na półcieniste miejsca w ogrodach skalnych, na północne ściany murków, na skarpy i cmentarze. Efektownie prezentuje się w skrzynkach balkonowych, szczelinach skalnych i na różnych ogrodowych elementach, jak np. głazy, rzeźby czy schody. Na 1 m² sadzi się 3–4 rośliny, aby osiągnąć zwarte runo. Roślinom należy zapewnić próchnicze i dość wilgotne podłoże. W bezśnieżne zimy pędy wymarzają, lecz wiosną i latem rośliny się łatwo regenerują. Roślina odnawia się przez samosiew i rozłogi. Nowe nasadzenia wykonuje się przy pomocy odciętych, ukorzenionych rozłogów[6].
- Jej liście są na surowo jadalne, jednak piekące w smaku, ponadto można je spożywać tylko w niewielkich ilościach, gdyż są lekko trujące[12].